# Simon’s Cat
Simon’s Cat ist eine Reihe von animierten Webvideos, Büchern und Daily strips des britischen Animators und Illustrators Simon Tofield, in denen Episoden aus dem Leben einer Hauskatze erzählt werden. Sie werden erstmals auf dem gleichnamigen Kanal auf YouTube veröffentlicht. In Deutschland werden die Bücher unter dem Titel Simons Katze vertrieben.

## Entstehung
Simon Tofield (* 1971) lässt sich von seinen Katzen inspirieren. In einem Interview mit dem englischen Your-Cat-Magazin erklärte er, drei Katzen mit Namen Hugh, Jess und Maisie zu besitzen, von denen Hugh ihm normalerweise als Vorbild für Simon’s Cat dienen würde. Später kam noch eine vierte Katze namens Teddy dazu.
Die erste Folge von Simon’s Cat, Cat Man Do zeigt eine Katze, die ihren Besitzer aufweckt. Sie wurde am 4. März 2008 auf YouTube veröffentlicht.
Im Laufe der Jahre entwickelte sich Simon’s Cat von einem Ein-Mann-Projekt zu einem größeren Team. Das Projekt beschäftigt mittlerweile mehrere Animatoren, die gemeinsam an der Serie arbeiten.

## Figuren der Reihe
Simons Kater Die Hauptfigur ist ein junger erwachsener Kater mit weißem glattem Fell, dessen Charakter an Garfield angelehnt ist. Das namenlose Tier ist verschmust, faul, frech, verfressen, nervig, gefährlich für Simons Mobiliar, mitunter diebisch und hinterhältig, letztlich aber eine treue Hauskatze, die Simon nicht missen möchte.
Der Kater spricht zwar nicht wie Garfield, verhält sich aber häufig menschenähnlich, wenn er mit den Vorderpfoten Keulen schwingt oder menschliche Gestik und Mimik zeigt.
Simon ist Katers Herrchen. Er ist ein schüchterner, etwas ängstlicher Mann um die 30, der allein in einer typisch englischen Reihenhaussiedlung mit Gartenparzelle wohnt. Sein Beruf ist nicht bekannt - er hat aber ein Auto, und das Haus ist etwas zu groß für eine Person. Weil sein Hobby des Modell-Schiffbaues ihn langweilte und er sich einsam fühlte, adoptierte er den Kater als Welpe aus dem Tierheim. Simon spricht zwar mit dem Kater, man versteht aber nur wenige Worte oder Befehle.
Kätzchen (Kitten) ist ein halbwüchsiger herrenloser Kater, den Simons Katze im Schuppen entdeckt. Simon adoptiert das niedliche Tier auch noch. Der Kater ist anfangs nicht erfreut über die Konkurrenz, die sein Futter frisst und seine Toilette benutzt, schließt das Kätzchen später aber doch ins Herz und kümmert sich als väterlicher Freund um das Kätzchen.
Der Igel lebt in Simons Garten und ist ein Freund des Katers. Er spricht in einer knarzigen Igelsprache, die vom Kater offenbar verstanden wird. Allerdings nervt er den Kater mit Gejammer.

## Veröffentlichungen
Bisher wurden Videos mit folgenden Titeln veröffentlicht:

| Titel                                         | Erscheinungsdatum (auf YouTube) |
| --------------------------------------------- | ------------------------------- |
| Cat Man Do                                    | 4. März 2008                    |
| Let Me In!                                    | 4. März 2008                    |
| TV Dinner                                     | 15. Juli 2008                   |
| Fly Guy                                       | 24. Juli 2009                   |
| Hot Spot                                      | 28. September 2009              |
| Snow Business                                 | 10. Februar 2010                |
| The Box                                       | 18. August 2010                 |
| Cat Chat                                      | 7. Oktober 2010                 |
| Lunch Break                                   | 12. November 2010               |
| Santa Claws                                   | 10. Dezember 2010               |
| Sticky Tape                                   | 28. Februar 2011                |
| Hop It                                        | 21. April 2011                  |
| Hidden Treasure                               | 10. Juni 2011                   |
| Cat & Mouse                                   | 2. September 2011               |
| Double Trouble                                | 7. Oktober 2011                 |
| Catnap                                        | 23. November 2011               |
| Fowl Play                                     | 14. Dezember 2011               |
| Shelf Life                                    | 14. März 2012                   |
| Tongue Tied                                   | 25. Mai 2012                    |
| Window Pain                                   | 9. Juli 2012                    |
| Ready, Steady, Slow                           | 4. August 2012                  |
| Springtime                                    | 3. Oktober 2012                 |
| Fetch                                         | 29. Oktober 2012                |
| Nut Again                                     | 23. November 2012               |
| Icecapade                                     | 7. Dezember 2012                |
| Feed Me                                       | 4. Februar 2013                 |
| Screen Grab                                   | 12. April 2013                  |
| Flower Bed                                    | 14. Juni 2013                   |
| Suitcase                                      | 2. August 2013                  |
| Mirror Mirror                                 | 13. September 2013              |
| Scary Legs (A Halloween Special)              | 25. Oktober 2013                |
| Christmas Presence (Part 1)                   | 6. Dezember 2013                |
| Christmas Presence (Part 2)                   | 17. Dezember 2013               |
| Smitten (A Valentine's Special)               | 3. Februar 2014                 |
| Crazy Time                                    | 3. April 2014                   |
| Pawtrait                                      | 5. Juni 2014                    |
| Hot Water                                     | 30. Juli 2014                   |
| Washed Up                                     | 5. September 2014               |
| Scaredy Cat (A Halloween Special)             | 9. Oktober 2014                 |
| Let Me Out                                    | 6. November 2014                |
| Catnip (A Christmas Special!)                 | 4. Dezember 2014                |
| Butterflies (A Valentine's Special!)          | 10. Februar 2015                |
| April Showers                                 | 2. April 2015                   |
| Pizza Cat                                     | 20. August 2015                 |
| Box Clever                                    | 1. Oktober 2015                 |
| Pug Life                                      | 5. November 2015                |
| Snow Cat (A Festive Special)                  | 3. Dezember 2015                |
| Tough Love (A Valentine's Special!)           | 4. Februar 2016                 |
| Fast Track                                    | 7. April 2016                   |
| Field Trip                                    | 12. Mai 2016                    |
| Muddy paws                                    | 2. Juni 2016                    |
| Laser Toy                                     | 14. Juli 2016                   |
| Fish Tank                                     | 5. August 2016                  |
| Trash Cat                                     | 2. September 2016               |
| The Monster                                   | 20. Oktober 2016                |
| Bed Sheets                                    | 1. Dezember 2016                |
| Little Box                                    | 16. Dezember 2016               |
| Dinner Date: Starters (A Valentine's Special) | 10. Februar 2017                |
| Dinner Date: Main Course                      | 17. März 2017                   |
| Hop It: Easter Eggstravaganza                 | 13. April 2017                  |
| Dinner Date: Just Desserts                    | 28. April 2017                  |
| Copy Cat                                      | 2. Juni 2017                    |
| Waiting Game                                  | 30. Juni 2017                   |
| Bed Head                                      | 4. August 2017                  |
| Scratch Post                                  | 1. September 2017               |
| Spider Cat (Halloween Special)                | 6. Oktober 2017                 |
| Hambush                                       | 3. November 2017                |
| Fast Food (A Thanksgiving Special)            | 23. November 2017               |
| Kitten Crazy Time                             | 30. November 2017               |
| Fireworks                                     | 14. Dezember 2017               |
| Head Over Heels (A Valentines Special)        | 6. Februar 2018                 |
| Purrthday Cake (A 10th Birthday Special)      | 4. März 2018                    |
| The Tree (True Story!)                        | 15. März 2018                   |
| Polished Paws                                 | 6. April 2018                   |

Außerdem gibt es zwei weitere Filme, die Inhaltlich außerhalb der Reihe stehen:
- RSPCA - Simon's Sister's Dog ‚Fed Up‘
- Simon's Cat: Beyond the Fence - UK

Im Film RSPCA - Simon's Sister's Dog ‚Fed Up‘ tritt Simon's Cat nicht auf. Stattdessen steht ein Hund im Mittelpunkt. Hintergrund ist, dass der Film für die Royal Society for the Prevention of Cruelty to Animals (RSPCA) entstanden ist. Allerdings erscheint dieser Hund auch im später entstandenen Buch Simon’s Cat – beyond the fence.
Der Film Beyond the Fence - UK ist ein für das Fernsehen produzierter Werbefilm für das zweite Buch Simon’s Cat – beyond the fence im Stil der übrigen Filme über Simon’s Cat.
Die Animationen wurden in Adobe Flash gezeichnet, seit 2014 mit TVPaint. Alle Filme wurden auf der Videoplattform YouTube auf dem Kanal Simon's Cat hochgeladen, dieser hat im August 2024 rund 6,2 Millionen Abonnenten und über 1,6  Milliarden Aufrufe.

## DVD
Die DVD Das Beste von Simon's Cat wurde im Oktober 2012 von Universal Studios veröffentlicht. Enthalten sind die Youtube-Filme sowie Making-ofs.

## Bücher
Später kamen zu den Filmen auch Bücher hinzu:
- Simon's Cat (Oktober 2009)[9]
- Simon's Cat – Beyond the Fence (Oktober 2010)[10]
- Simon's Cat - in Kitten Chaos (Oktober 2011)
- Simon's Cat - vs The World (Oktober 2012)

Die Bücher erschienen im Verlag Canongate Books. Die deutschen Fassungen werden unter den Titeln Simons Katze, Simons Katze – Der Zaunkönig, Simons Katze – Kätzchenchaos im Goldmann Verlag vertrieben.

## Daily Strips
Seit dem 21. Februar 2011 wird Simon's Cat als Daily strip in der englischen Tageszeitung Daily Mirror täglich veröffentlicht.

## Auszeichnungen
Die erste Folge der Filmreihe, Cat Man Do, gewann den Best Comedy Price bei den British Animation Awards Juli 2008.
Die zweite Folge, Let me in!, wurde mit dem Most Outstanding Animation-Preis beim siebten Animae Caribe ausgezeichnet.
Die dritte Folge, TV Dinner, wurde in The Culture Show auf BBC Two gezeigt. Die DVD Das Beste von Simon's Cat wurde 2013 mit Platin in Deutschland ausgezeichnet.